# Héctor Rondón
Héctor Luis Rondón (né le 26 février 1988 à Guatire, Miranda, Venezuela) est un lanceur droitier des Ligues majeures de baseball jouant avec les Diamondbacks de l'Arizona.
Il évolue pour les Cubs de Chicago de 2013 à 2017 et fait partie de l'équipe championne de la Série mondiale 2016.

## Carrière

### Cubs de Chicago
Héctor Rondón signe son premier contrat professionnel en 2004 avec les Indians de Cleveland. Le jeune lanceur droitier évolue sept saisons en ligues mineures dans l'organisation des Indians avant de passer aux Cubs de Chicago via le repêchage de règle 5 le 6 décembre 2012. La progression de Rondón vers les majeures est plusieurs fois ralentie par des blessures au coude : il subit une chirurgie pour reconstruire le ligament collatéral ulnaire de son coude droit le 25 août 2010 puis se blesse au même endroit en 2011 en jouant dans la Ligue d'hiver du Venezuela.
Ajouté à l'effectif des Cubs de Chicago à l'amorce de la saison 2013, il dispute le 3 avril de cette année-là sa première partie dans le baseball majeur alors qu'il appelé comme lanceur de relève dans un match contre les Pirates de Pittsburgh. Rondón savoure sa première victoire dans les majeures le 13 juin suivant face aux Reds de Cincinnati. Il remporte deux matchs à sa première année, contre une défaite, et sa moyenne de points mérités s'élève à 4,77 en 45 sorties en relève. Il lance 54 manches et deux tiers.
Il progresse beaucoup en 2014 et s'affirme comme un atout dans l'enclos de relève des Cubs. De tous les releveurs de l'équipe, seul Pedro Strop affiche une meilleure moyenne de points mérités. Il s'impose aussi comme le stoppeur des Cubs et réalise 29 sauvetages. Sa moyenne s'élève à 2,42 en 63 manches et un tiers lancées, avec 63 retraits sur des prises. En 64 matchs joués, il remporte 4 victoires contre autant de défaites.
Rondón cède le rôle de stoppeur des Cubs lorsque ceux-ci font l'acquisition d'Aroldis Chapman durant la saison 2016, puis de Wade Davis avant la saison 2017. Il contribue à la conquête par les Cubs de la Série mondiale 2016.

### Astros de Houston
Il signe avec les Astros de Houston un contrat de deux ans le 15 décembre 2017.